# جونينيو دا سيلفا
جونينيو دا سيلفا هو لاعب كرة قدم برازيلي، ولد في 15 أبريل 1974. لعب مع Puerto Rico United ‏.